# Puerto de Tesalónica
El Puerto de Tesalónica (en griego: λιμάνι της Θεσσαλονίκης) es uno de los mayores puertos marítimos de Grecia] y uno de los puertos más grandes de la cuenca del Mar Egeo, con una capacidad de tráfico anual total de 16 millones de toneladas (7.000.000 toneladas de mercancía seca y 9 millones de toneladas de mercancía líquida). No solo es puerto libre, sino que también funciona como una puerta de entrada importante para el interior de los Balcanes y el sudeste de Europa. 
El puerto de Tesalónica también contiene el segundo mayor puerto de contenedores en Grecia, después del puerto del Pireo. 
En 2007, el puerto de Tesalónica manejó 14.373.245 toneladas de carga y 222 824 de TEU, lo que lo convierte en uno de los puertos de carga más concurridos de Grecia y el segundo mayor puerto de contenedores del país.